# Frauenteich Moritzburg
Frauenteich Moritzburg ist ein Naturschutzgebiet (NSG) im Landkreis Meißen in Sachsen. Das etwa 202 ha große Gebiet mit der NSG-Nr. D 31 liegt teils in der sächsischen Gemeinde Moritzburg und teils auf dem Gebiet der benachbarten Stadt Radeburg nördlich von Dresden. Es ist Teil der beiden Landschaftsschutzgebiete Moritzburger Kleinkuppenlandschaft sowie Friedewald, Moritzburger Teichgebiet und Lößnitz. Neben dem namengebenden Frauenteich umfasst es den wesentlich kleineren Schösserteich und schließt auch einige Wälder, Wiesen und Äcker der näheren Umgebung mit ein. Unter Schutz steht das Gebiet seit 1954. Eine Verordnung durch das Regierungspräsidium Dresden vom 15. Dezember 1999 setzte das Gebiet als Naturschutzgebiet fest. Die letzte Änderung erfolgte durch eine Verordnung des Regierungspräsidiums Dresden vom 13. April 2007.

## Lage und Umgebung
Der Frauenteich ist einer der größeren Moritzburger Teiche. Die nächstgelegenen großen Teiche des Gebiets sind der Mittelteich 300 Meter westlich, der Niedere Großteich Bärnsdorf ein Kilometer südöstlich und der Schlossteich 1,5 Kilometer südwestlich.
Verwaltungsgeographisch gehört das Naturschutzgebiet jeweils ungefähr zur Hälfte zur Stadt Radeburg sowie zur Gemeinde Moritzburg. Letzterer Teil liegt in Gänze in der Gemarkung Moritzburg, die sich um das gleichnamige Schloss erstreckt, und umfasst neben dem weitaus größten Teil der Wasserfläche des Frauenteichs auch die südwestliche Uferseite sowie angrenzende Fluren, darunter die bewaldete Flur Jähnert. Der Radeburger Anteil gliedert sich einerseits in zwei kleinere Abschnitte im Nordosten (um die als Folgen bezeichnete Flur) und Südosten (Mauerwiese), die Teile der Gemarkung Berbisdorf sind, sowie andererseits in einen größeren Bereich im Norden, der zur Gemarkung Bärwalde zählt. In Letzterem liegen ein kleines Randgebiet der Wasserfläche des Frauenteichs, der Schösserteich, die Flur Lange Wiesen und der rund 171 m ü. NN hohe, die Wasserfläche um zwölf Meter überragende Winkelberg, die höchste Erhebung im Naturschutzgebiet.
Die südöstliche Grenze des Naturschutzgebiets bildet die Staatsstraße 80, die Moritzburg und Radeburg verbindet. Im Westen reicht das Naturschutzgebiet bis zur Straße von Moritzburg nach Bärwalde in Höhe Mittelteich. Die übrigen Grenzen des Naturschutzgebiets verlaufen überwiegend entlang markierter Wanderwege. Nächstgelegene Orte sind Berbisdorf ein Kilometer östlich, Bärnsdorf zwei Kilometer südöstlich, Moritzburg (bzw. eigentlich die Gemarkung Eisenberg) zwei Kilometer südlich und Bärwalde knapp zwei Kilometer nordwestlich.

## Wasserhaushalt und Klima

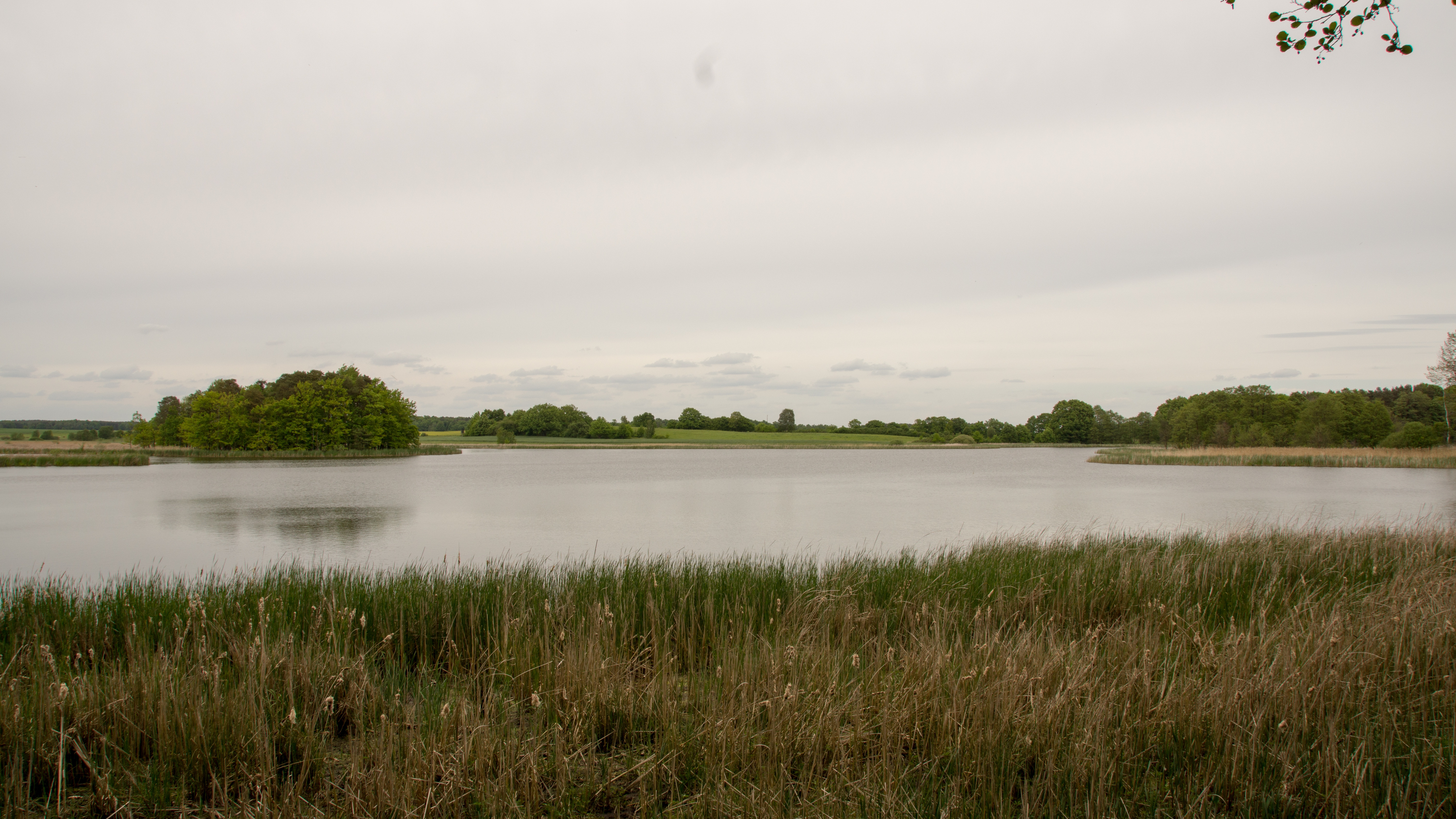
Frauenteich, 2014.

Der 67 Hektar große Frauenteich (reine Wasserfläche: 53 Hektar) speist sich aus mehreren einmündenden Gräben, von denen der wichtigste den Mittelteich entwässert. Ein anderer einmündender Graben entwässert den 2,9 Hektar großen Schösserteich (Wasserfläche: 1 Hektar), weitere münden von Norden und Süden kommend ein. Das Wasser des Frauenteichs fließt in den direkt benachbarten Luisenteich ab, der knapp außerhalb des Naturschutzgebietes liegt. Er wiederum entwässert in den Jähnertbach, der seinerseits in die Promnitz mündet. Sie ist der wichtigste Vorfluter der Moritzburger Teiche und mündet in Radeburg in die Große Röder, die über die Schwarze Elster der Elbe tributär ist. Die jährliche Niederschlagsmenge im Naturschutzgebiet beläuft sich auf etwa 650 Millimeter.

## Geologie und Böden
Im Bereich des Naturschutzgebiets grenzen variskische Magmatite des Meißner Massivs (Quarz-Monzonit, Ganggesteine) im Südwesten an Gneise der Großenhainer Gruppe aus dem Neoproterozoikum mit eingeschalteten metamorph überprägten basischen Gesteinen (Amphibolschiefer) im Nordosten. Zudem liegen südöstlich Granodiorit-Gneise an. Die Grenze der Gesteinskomplexe ist als Störungszone ausgebildet. Während der Elster-Kaltzeit gliederten Gletscher die Oberfläche in Wannen und gerundete Felskuppen. Infolge dieser massiven Ausräumungen erschien sie sehr unruhig, was sich im älteren Teil des Saale-Komplexes jedoch wieder ausglich, als Schmelzwasser der Gletscher Sander-Sande ablagerte. Sie wurden wiederum während der jüngeren Saale- und der Weichsel-Kaltzeit intensiv überformt. Im Holozän lagerten Bäche Sedimente ab.
Auf den Felskuppen finden sich flach- bis mittelgründige, grusig-steinige bis sandige Substrate. Darauf entstanden podsolige Braunerden bis Braunerde-Podsole. Sie sind ebenso an den Kuppenflanken entwickelt, dort allerdings auf Substraten aus den fluvioglazialen Sanden, die teilweise von dünnen Flugsandschichten überlagert sind. Rings um die Teiche prägen Grund- und Stauwasser die Böden. Dabei handelt es sich um Gleye. Gley und Pseudogley gehen oft in Humusgley und stellenweise sogar in Niedermoorgley über. Der Faulschlamm am Teichgrund deutet auf den Übergang von Gyttja zum Sapropel hin.

## Flora und Fauna

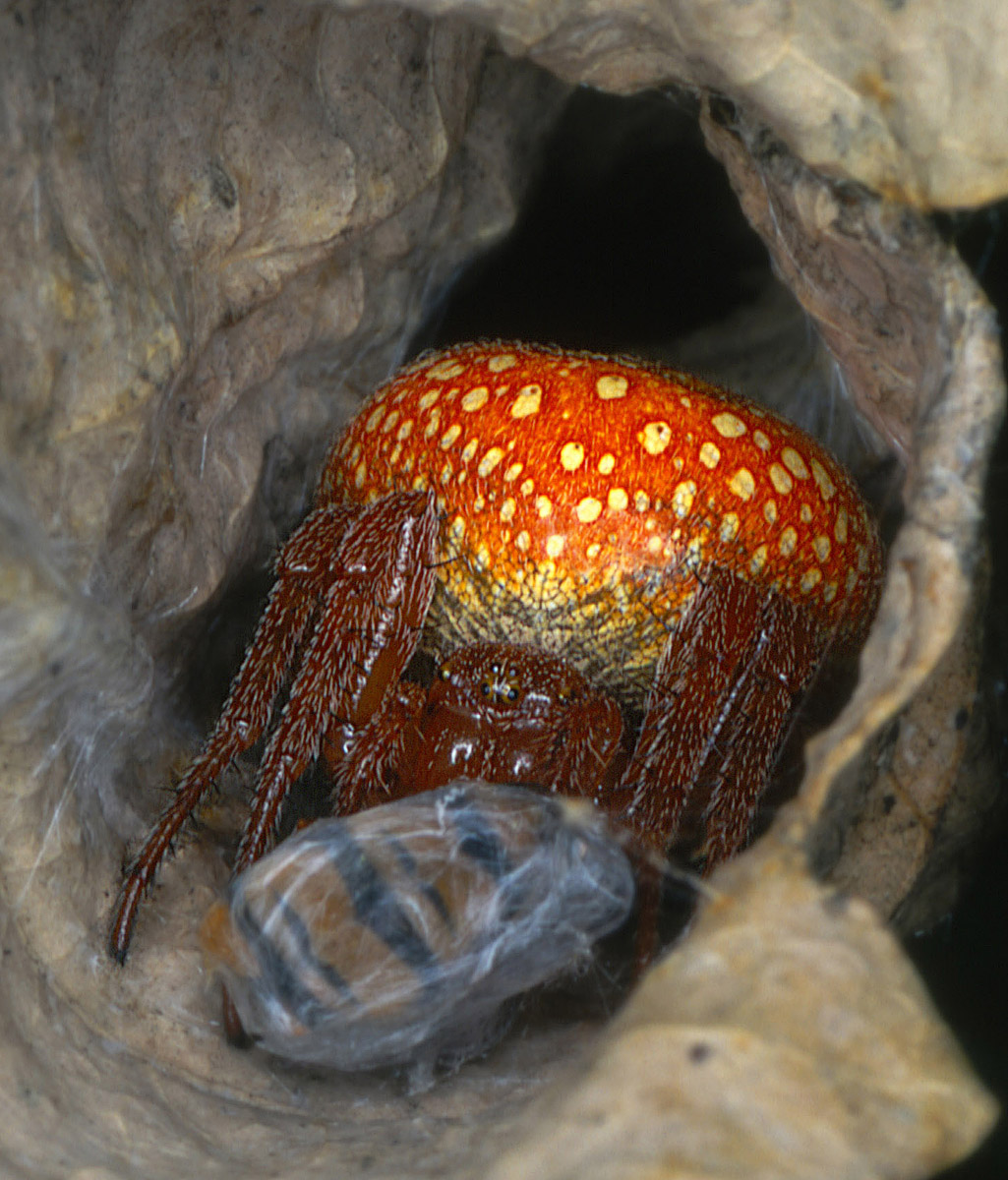
Sumpfkreuzspinne (Araneus alsine) im NSG Frauenteich Moritzburg, 1997.

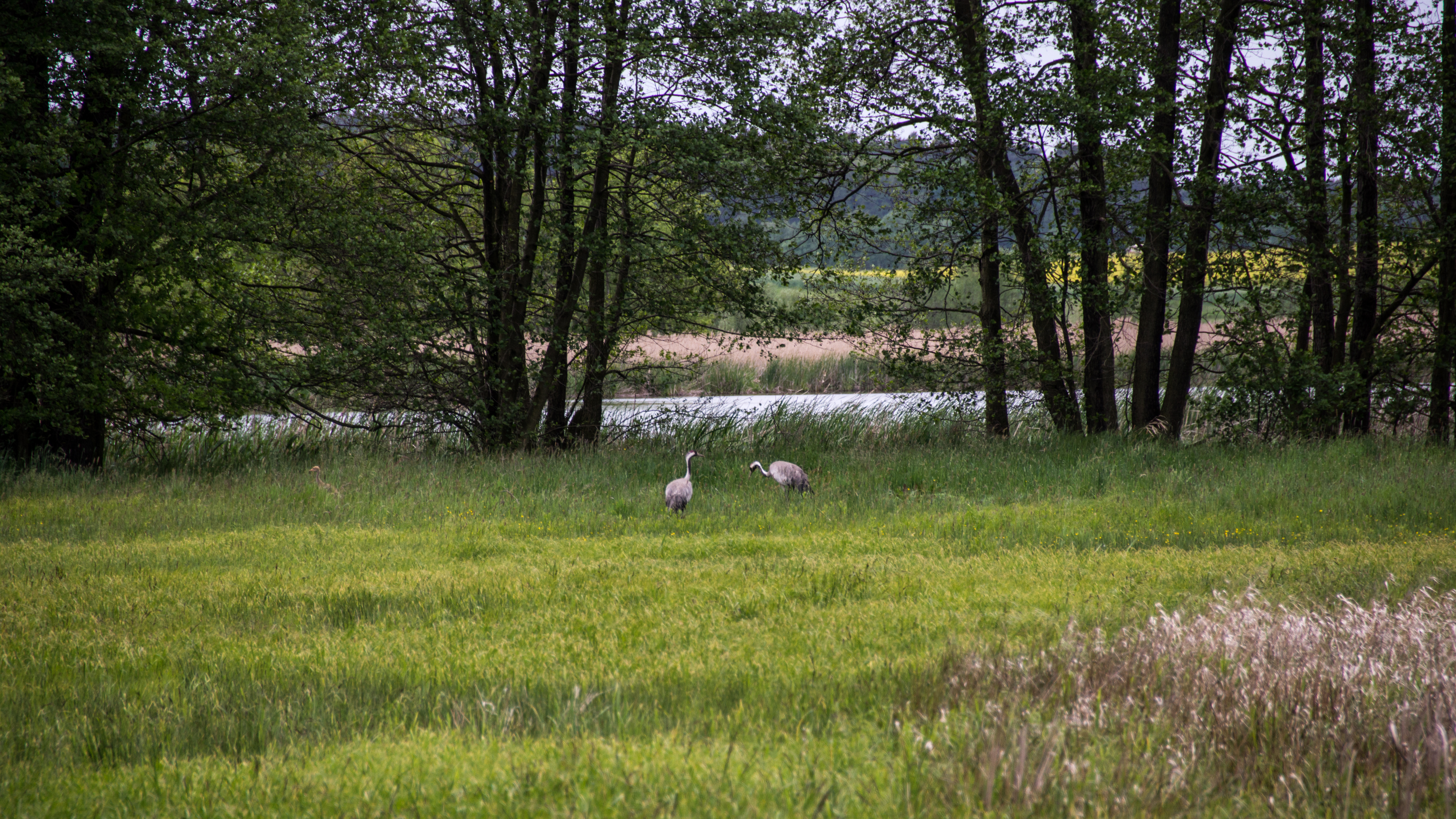
Zwei Kraniche (Grus grus) im NSG Frauenteich Moritzburg, 2014.

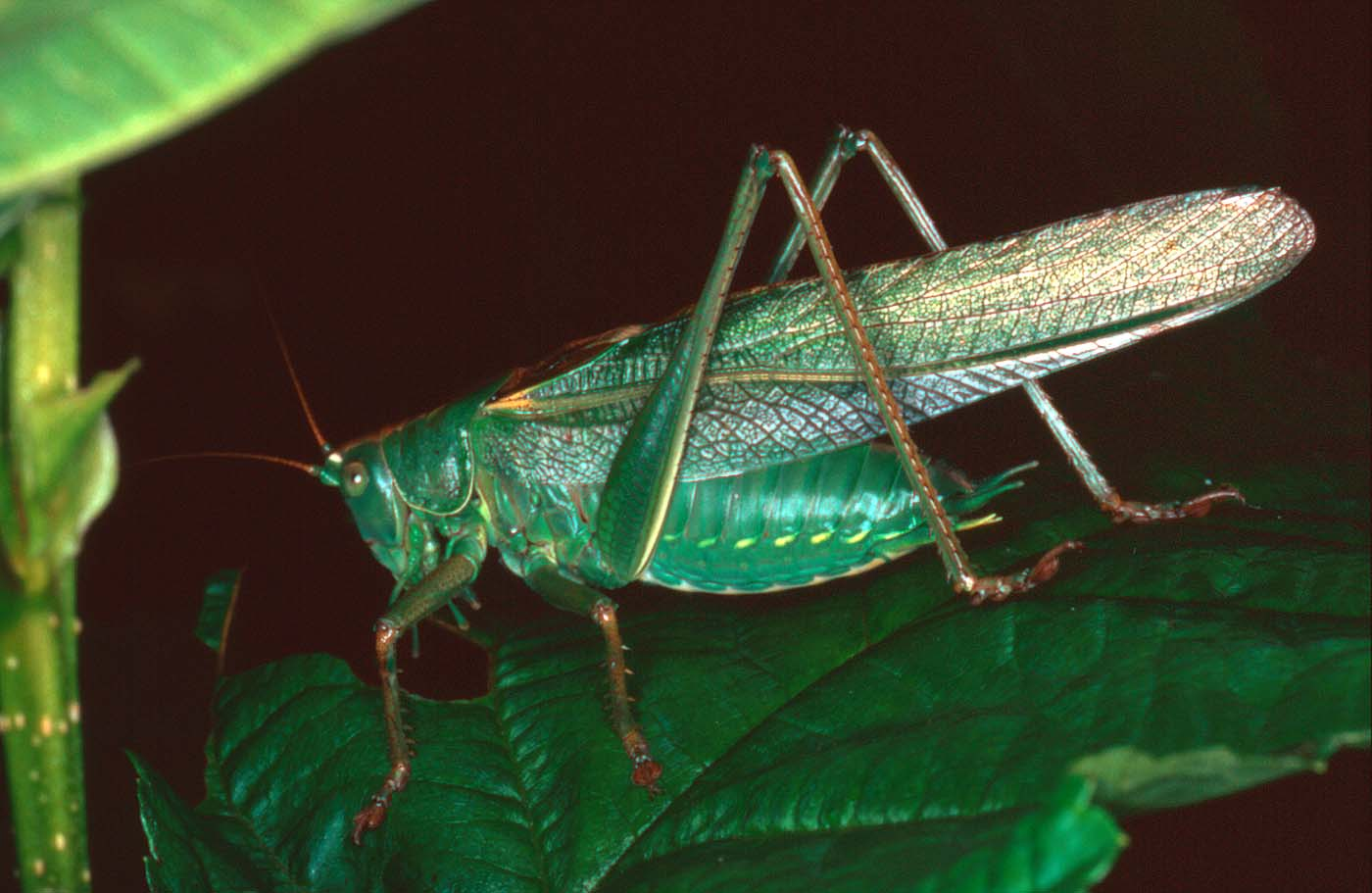
Grünes Heupferd (Tettigonia viridissima) im NSG Frauenteich Moritzburg, 1997.

Als nährstoffreiches, eutrophes Gewässer weist der Frauenteich die typische Abfolge von Verlandungszonen auf. Die offene Wasserfläche ist mit dem Gewöhnlichen Wasserhahnenfuß (Ranunculus aquatilis) und dem Wasser-Knöterich (Persicaria amphibia) besiedelt. In Richtung Land folgen nacheinander Röhrichte mit Breit- und Schmalblättrigem Rohrkolben sowie Froschbiss (Hydrocharis morsus-ranae) und verschiedenen Linsenarten (Kleine Wasserlinse, Vielwurzelige Teichlinse), anschließend Groß- und dann Kleinseggenrieder und schließlich mit Knäuel-Binse und Gewöhnlichem Teufelsabbiss vergesellschaftete Pfeifengräser. Im Verlandungsbereich des Schösserteichs finden sich auch Asch-Weiden.
Die Wälder bestehen aus Forstgesellschaften und Birken-Eichenwald, die potenzielle natürliche Vegetation wäre ein Eichen-Rotbuchenwald. Im Grünland finden sich neben Intensivgrünland auch Glatthaferwiesen, Feuchtwiesen, Kriech- und Flutrasen. Im Naturschutzgebiet wachsen 293 Farn- und Samenpflanzenarten, zudem sind 47 Moose, 108 Pilze und 17 Flechten nachgewiesen. Zu den bemerkenswertesten Pflanzenarten zählen der in Deutschland gefährdete Straußblütige Gilbweiderich, die besonders geschützte Wasserfeder und der Wasserschierling. Massenvorkommen finden sich vom in Deutschland gefährdeten Verkannten Wasserschlauch. Im und am Schösserteich gibt es Bestände des seltenen Knöterich-Laichkrauts. Der in Deutschland sehr seltene Blasse Violett-Milchling gehört zu den Pilzarten im Naturschutzgebiet.
Mit mehr als 190 Vogelarten, davon etwa die Hälfte Brutvögel, gilt das Naturschutzgebiet als überregional bedeutsames Brut-, Nahrungs-, Rast- und Mausergebiet, u. a. für Wasserralle, Drosselrohrsänger, Kiebitz und hin und wieder auch die Rohrdommel. Die Brutkolonie der Lachmöwe ist 1996 erloschen. Daneben kommen alle vier einheimischen Taucherarten vor (Haubentaucher, Rothalstaucher, Schwarzhalstaucher, Zwergtaucher). Das in Sachsen sehr selten gewordene Rebhuhn, die Sperbergrasmücke und das Braunkehlchen haben ihre Reviere im Offenland, wogegen Greifvögel und Spechte in den Wäldern siedeln. Im Jahr 1957 waren an dem Gewässer noch 222 Arten von Vögeln kartiert worden. Auch 31 Säugetierarten, darunter Marder und Fledermäuse, haben ihre Vermehrungsstätte am Frauenteich.

## Geschichte
Durch den gesamten Südteil des Naturschutzgebiets zieht sich etwa parallel zum Teichufer eine alte Natursteinmauer, an der viele Moose und Flechten siedeln. Diese einstige Umfriedung des Alten Tiergartens (vgl. Wildgehege Moritzburg) ist als Teil der Sachgesamtheit Kulturlandschaft Moritzburg denkmalgeschützt.
Eine wichtige Maßnahme zum Schutz der Natur war die Ausgliederung des Moritzburger Frauenteiches aus dem LSG und die Einstufung als Naturschutzgebiet (NSG), wodurch die Wahrnehmung von „menschlichen Interessen“ in diesem Bereich weitgehend eingeschränkt wird. Der Bereich um den Frauenteich wurde von der EU als Europäisches Vogelschutzgebiet ausgewiesen und in das Natura-2000-Programm aufgenommen. Es ist auch als „Important Bird Area“ eingestuft.